# Aš
Aš je bil staroegipčanski bog Libijske puščave, oaz v zahodnem Egiptu in vinogradov v zahodni delti Nila. Kot tak je spadal med prijazna božanstva.  Flinders Petrie je na svoji odpravi v Sakaro leta 1923 odkril več dokazov za njegovo čaščenje, predvsem v napisih "Osvežil sem se s tem Ašem"  na pokrovih vinskih vrčev iz Starega kraljestva.
Aša sta častili predvsem plemeni Libu in Tinhu, znani kot "ljudstvi iz oaz". Posledično je bil Aš znan tudi kot "gospodar Libije", zahodnih obmejnih področij Egipta, naseljenih z Libujci in Tinhujci. Njihovo ozemlje se je približno ujemalo z ozemlje sedanje Libije.
V egipčanski mitologiji je bil Aš kot bog oaz povezan s Setom, ki je bil prvotno bog puščave. Prva znana omemba Aša je iz zgodnjega dinastičnega obsobja Egipta. Omenjal se je vse do Šestindvajsete dinastije, ki je vladala od okoli 664 do 535 pr. n. št.
Aša so običajno upodabljali kot človeka z glavo enega od puščavskih živali: leva, jastreba, sokola ali kače ali kot nedefiniranega Seta-žival. Na nekaj upodobitvah je upodobljen z dvema glavama, kar za druga egipčanska božanstva ni bilo običajno.  Zelo redko so tako upodabljali samo boga Mina.